# Zoológico de Zacango
El Zoológico de Zacango está situado en México. Cuenta  con más de 180 diferentes especies de todo el mundo, de las cuales 80 se encuentran en peligro de extinción.  
Se encuentra muy cerca del Nevado de Toluca, fue inaugurado y declarado como Área Natural Protegida el 29 de agosto de 1981 gracias a los esfuerzos del gobierno del Edo. de México, CONANP, SEMARNAT Y CEPANAF.
Dispone de 159 hectáreas y se encuentra construido sobre la Antigua Hacienda Franciscana del siglo XVI, que luego perteneció a los Condes de Santiago y Calimaya, es considerado uno de los más amplios y hermosos de Latinoamérica. 
Está ubicado en el municipio de Calimaya a 14 km de la Ciudad de Toluca, en una zona rural apartada de la civilización que se encuentra a 15 minutos del pueblo de Metepec y a 30 minutos de Toluca, Estado de México.
El Zoológico de Zacango se divide principalmente en 6 diferentes zonas. Zona: Aviario, Zona: Carnívoros, Zona: Primates, Zona: Herbívoros, Zona: Africana y también cuenta con una exhibición de serpientes y reptiles, la colección más completa de Latinoamérica, con más de 60 diferentes especies de reptiles, ya que tiene ejemplares únicos como la Víbora del Gabón, la Mamba Verde, la Pitón Albina, la Anaconda, lagartos y otros reptiles